# Велика гіпостильна зала
Велика гіпостильна зала — головна колонада храмового комплексу Карнака в межах храму Амона-Ра. Гіпостильний зал із 144 колонами зведений архітектором Менхеперрасенебом за фараонів XIX династії Сеті I та Рамсеса II (кінець XIV — початок XIII століття до н. е.). Є одним із шедеврів світової архітектури, найбільшим у світі залом з кам'яним перекриттям (площа 5,000 м2), а також одним з найбільш відвідуваних монументів Стародавнього Єгипту.

## Назва
Питання іменування древніми єгиптянами гіпостильного залу залишається дискусійним серед істориків. Існує кілька припущень:
- ḥwt-nṯr — «храм»,
- wb3 — «передній двір», «теменос», «святилище» / «відкритий» (що може вказувати на доступ до зали всіх обивателів у протиставлення поняттю št3 — «закритий»),
- wsḫt '3t — «велика простора зала» (близька до терміну wsḫt ḥbyt),
- «місце явищ», де з'являлася не лише священна барка, а й фараон.

## Історія

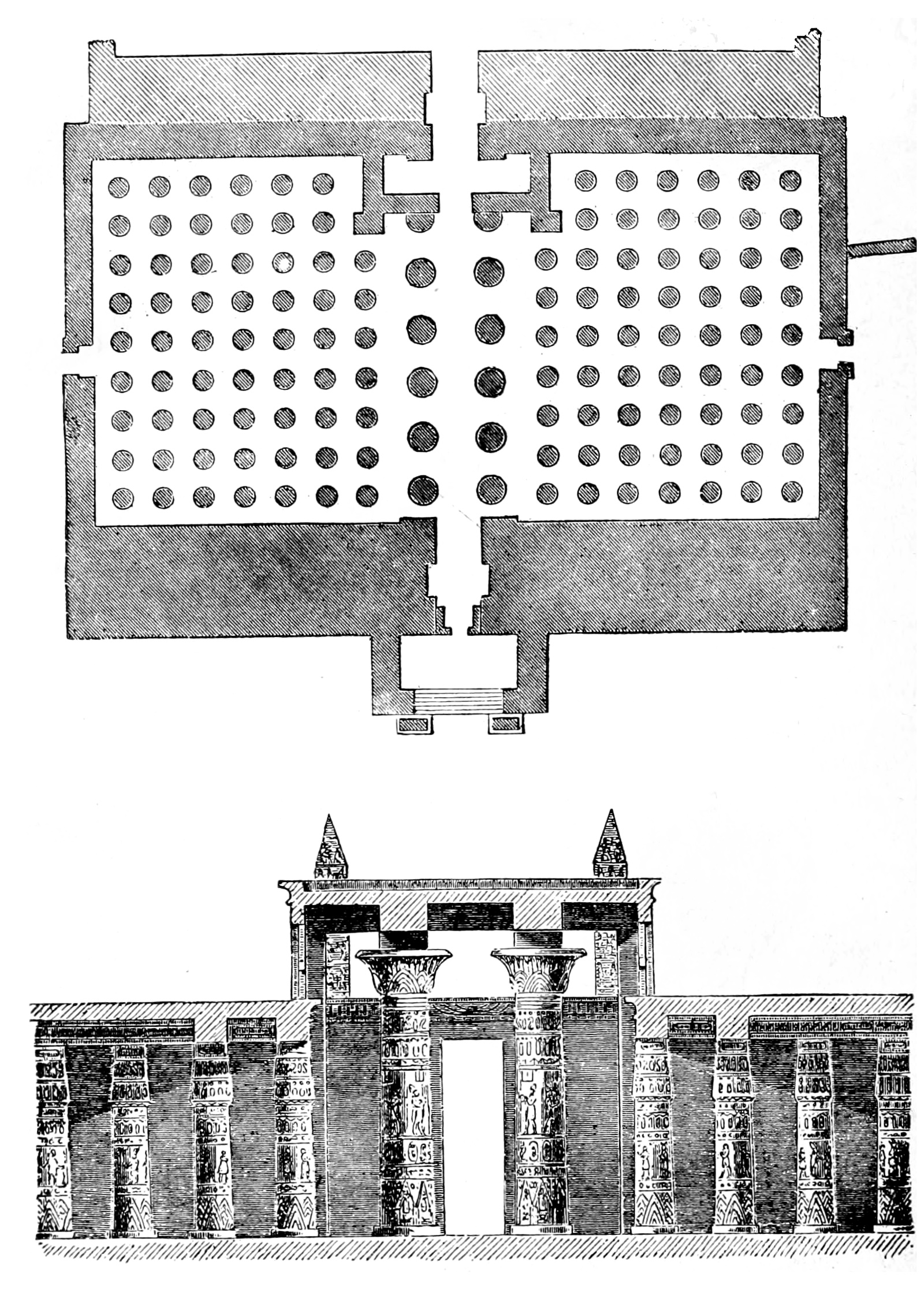
План Великого гіпостильного храму

Зал побудований не Хоремхебом або Аменхотепом III, як думали ранні дослідники, а Сеті I. Прикрашання південного крила закінчив Рамсес ІІ. Наступні фараони додавали написи на стіни та колони.
При будівництві залу у фундаменті використовувалися талатати з Ахетатону.
Простий народ допускався лише у двір храму, а в гіпостильний зал потрапляли лише обрані — високі посадовці, воєначальники, переписувачі.
У 1899 11 колон впали через розмивання їх основи ґрунтовими водами. Жорж Легран (Georges Legrain), який був головним археологом у тих місцях[де?], керував їх відновленням (закінчено у травні 1902).

## Архітектура
Дах (до наших днів не зберігся) підтримувався за допомогою 134 колон по 16 рядів; 2 середніх ряди вище за інші (10 метрів у колі та 24 метри у висоту).
Два середніх ряди високих колон, зведених при Аменхотепі III, становили щось на зразок головного нефа. 12 центральних колон по 6 у два ряди висотою понад 20 м увінчані капітелями у вигляді розкритих квіток лотоса. Стіни залу та колони колись прикрашалися яскравими рельєфами.
На зовнішній стороні південної стіни на честь Битви при Кадеші записана «Поема Пентаура» , що вихваляє Рамсеса II з метою пропагандистського впливу на широкі маси людей.

## Галерея

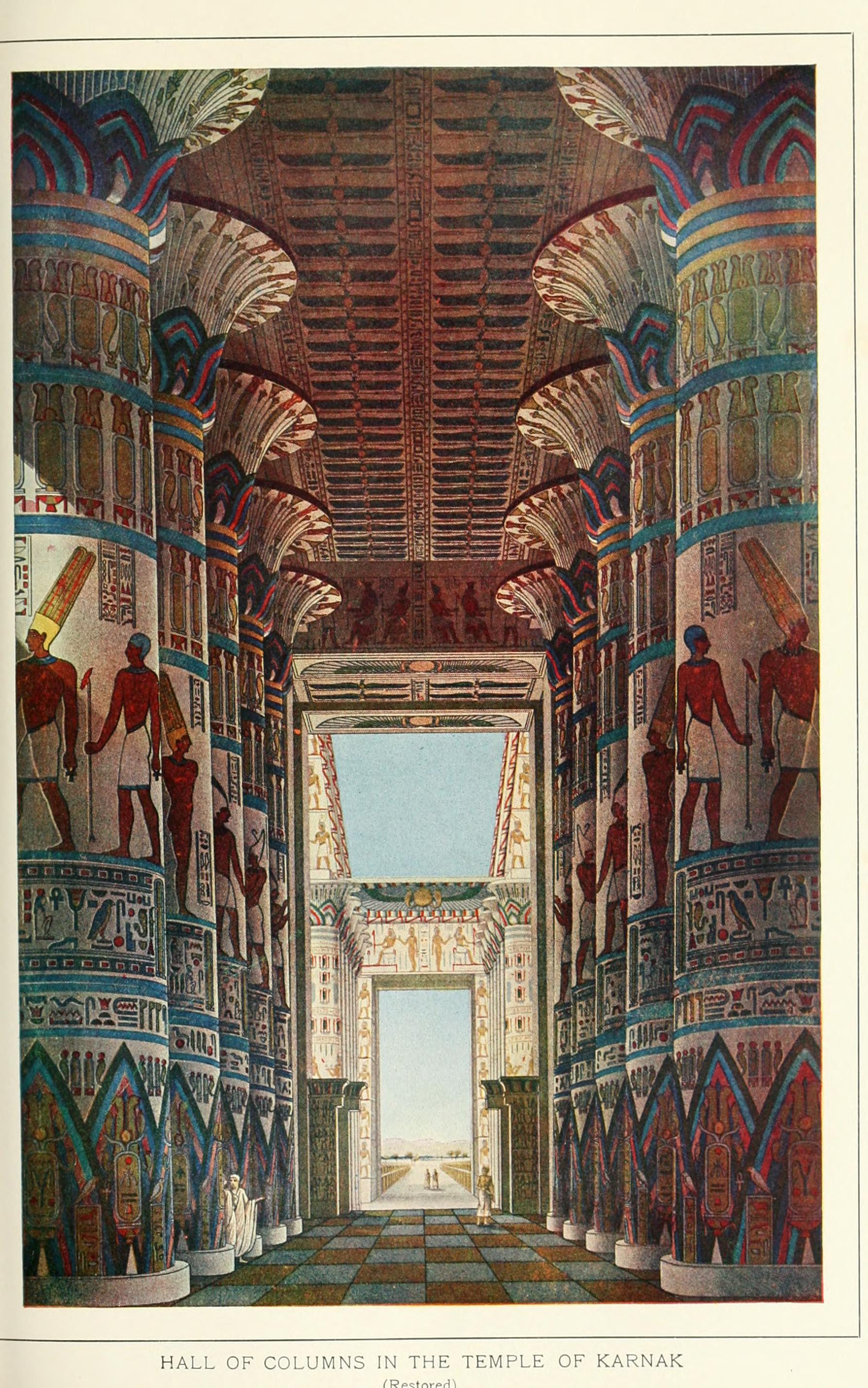
Реконструкція вигляду зали, 1903
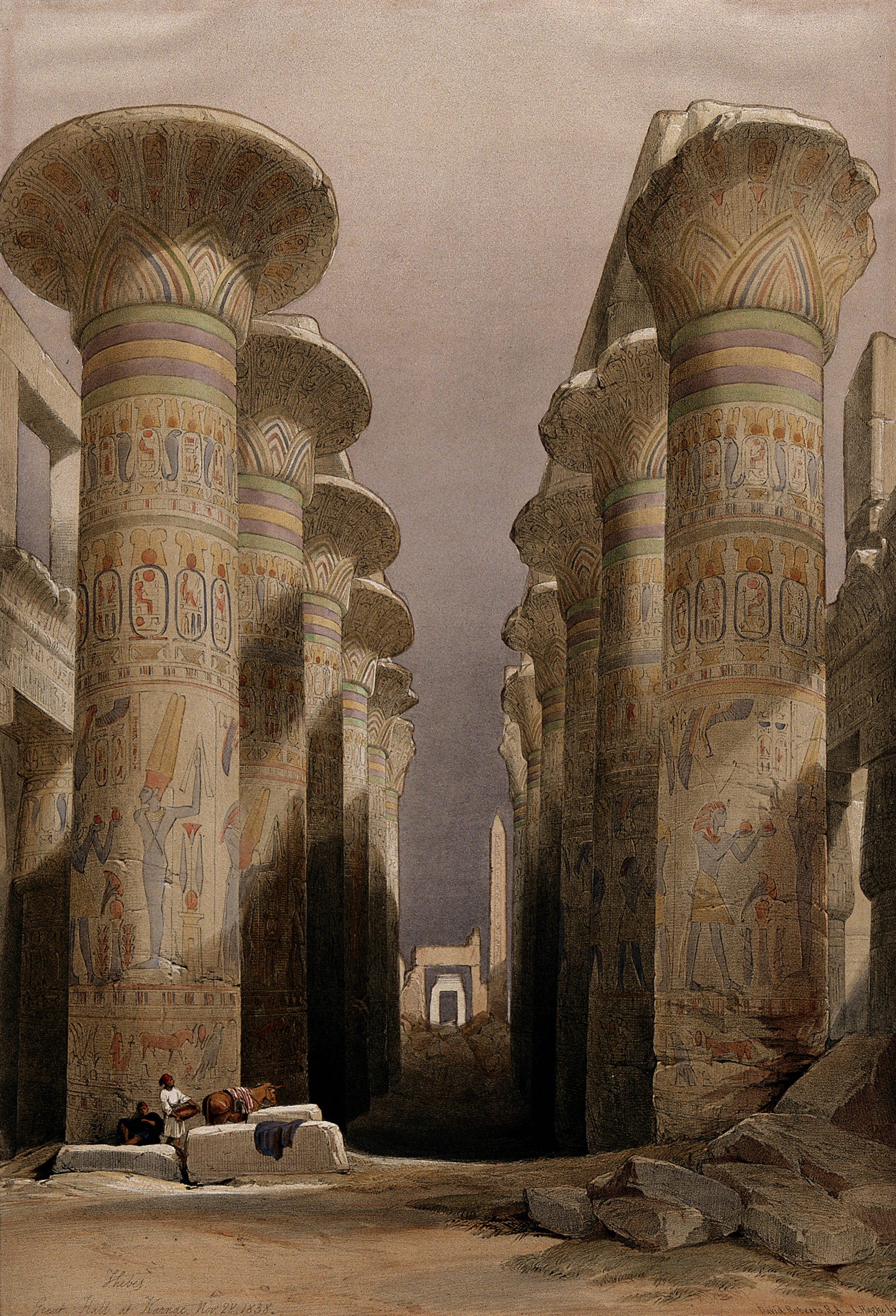
Зал в 1846 на літографії Девіда Робертса
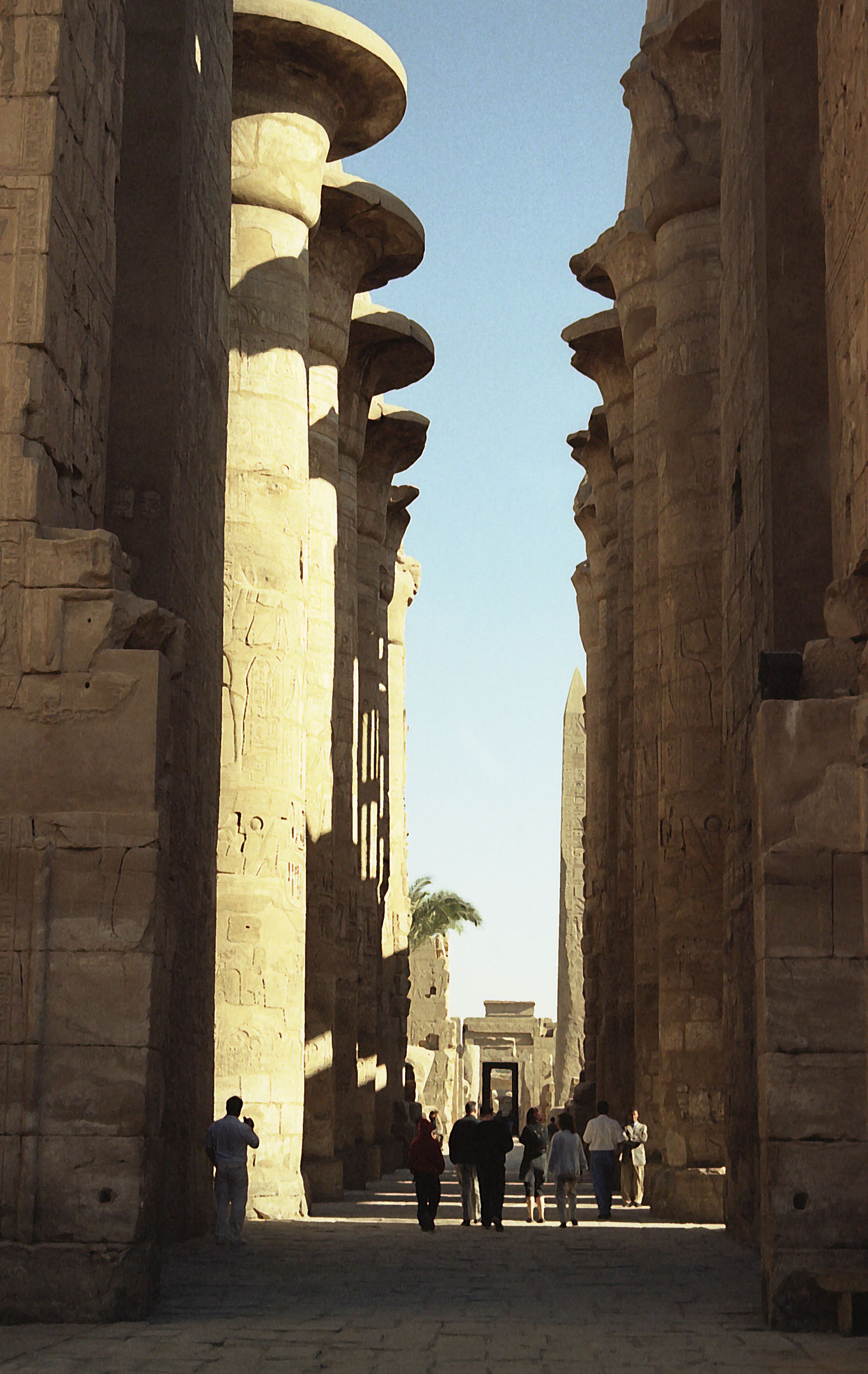
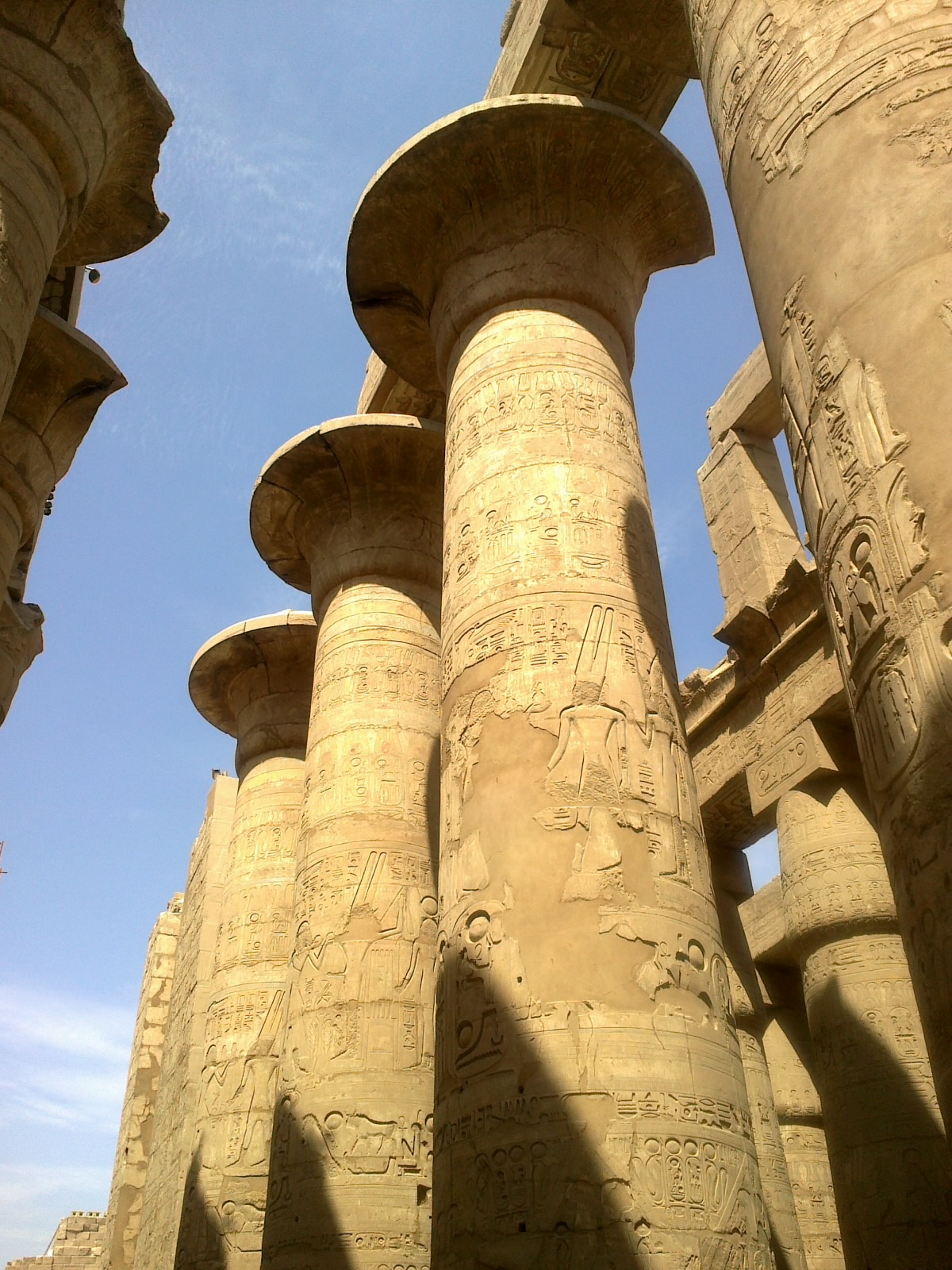
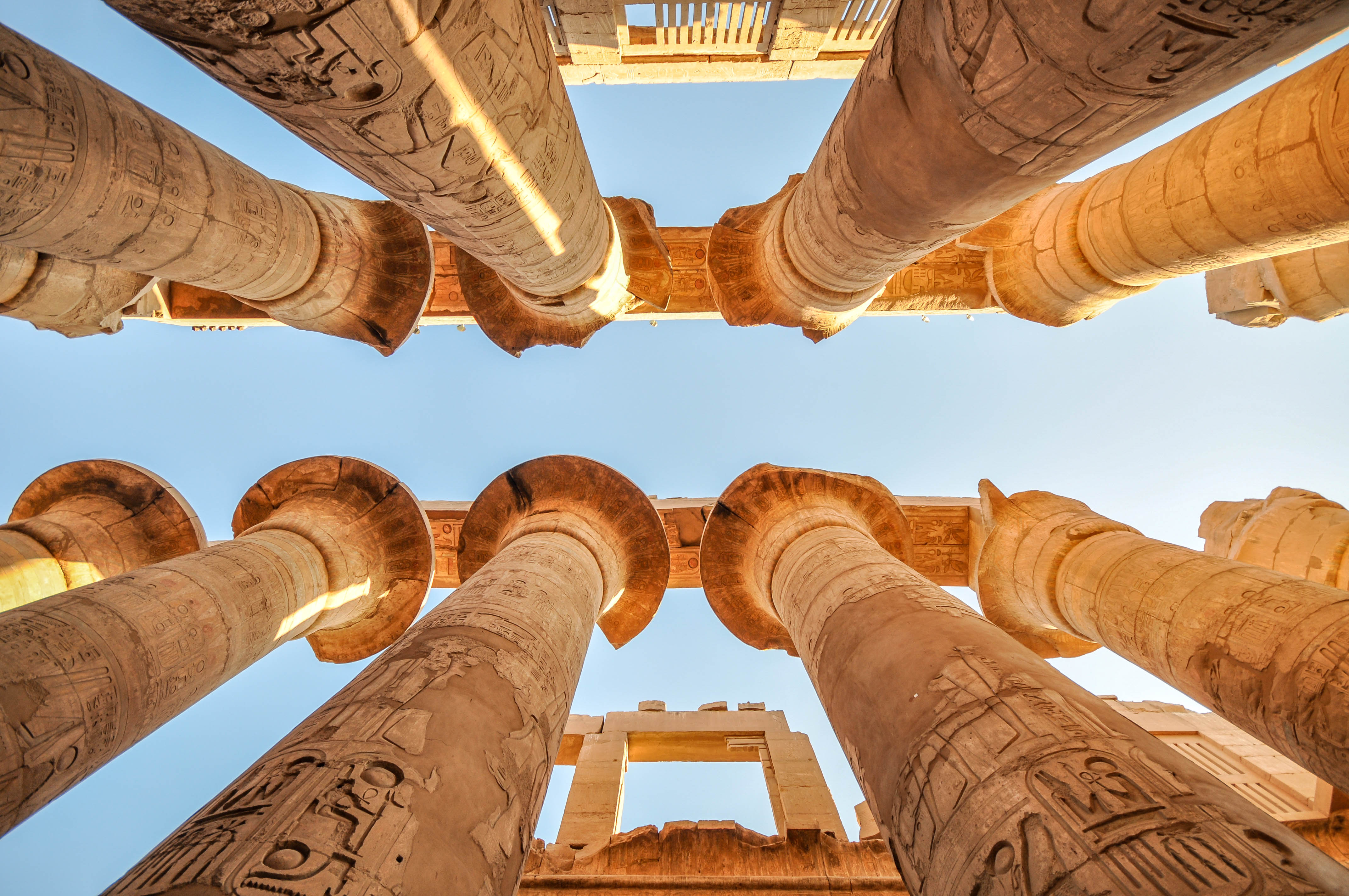
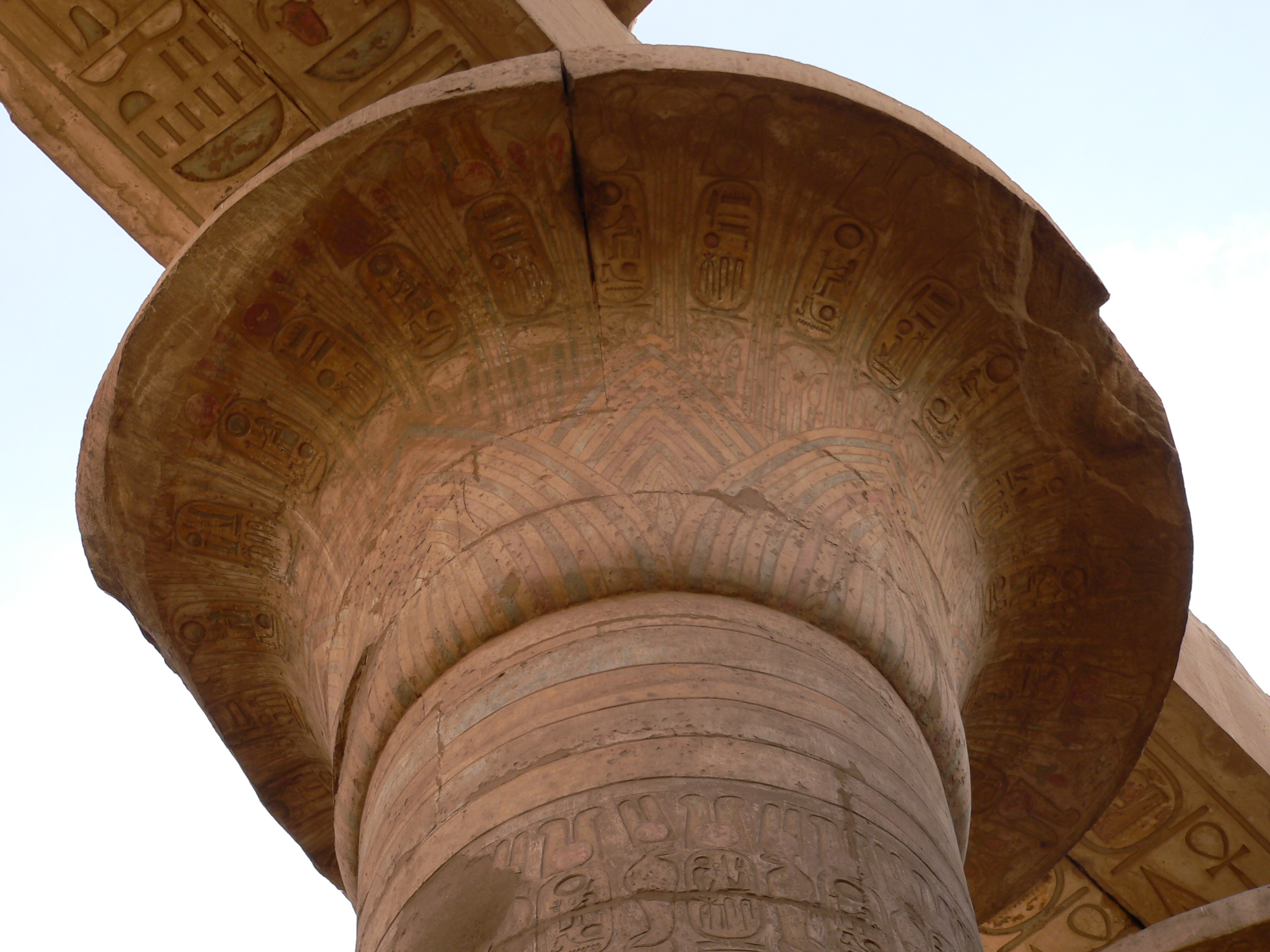
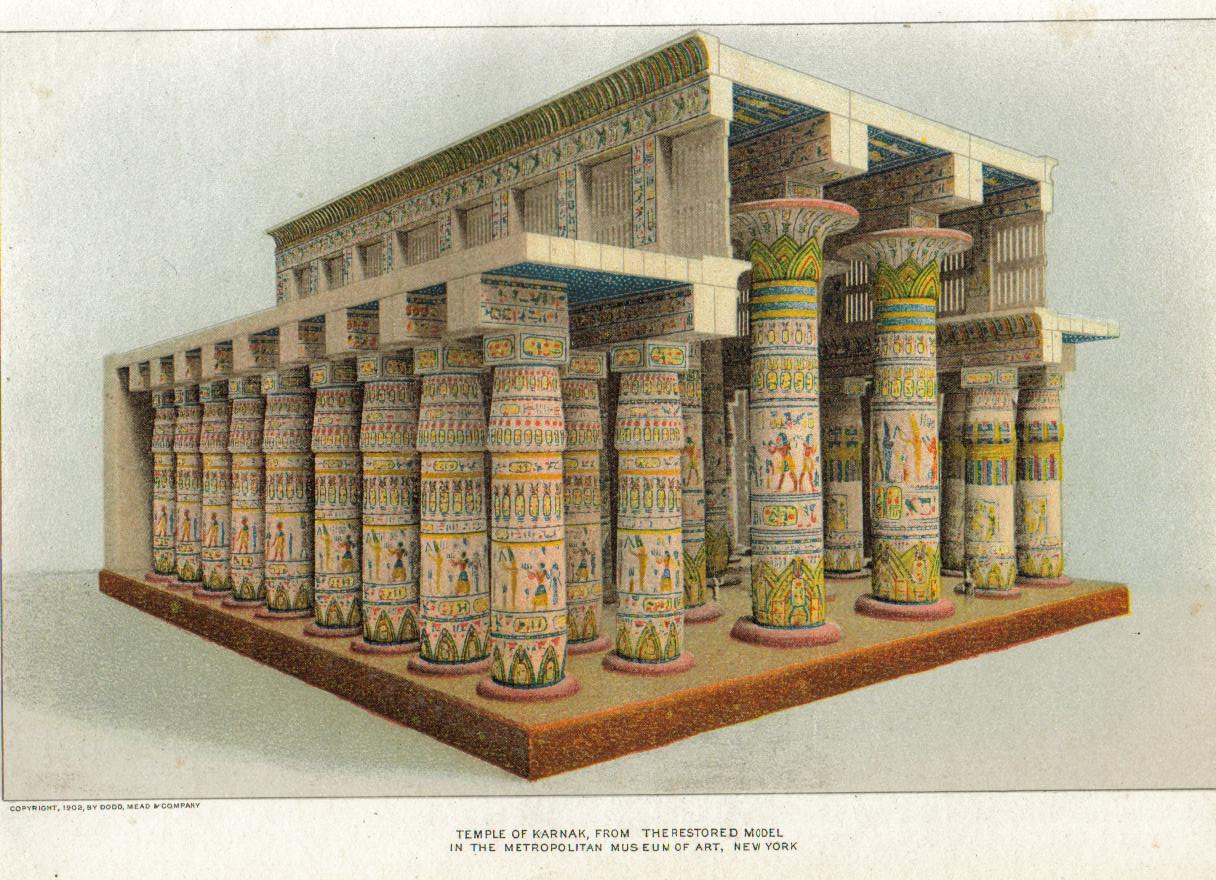
План зали